# Melinda Czink
Melinda Czink (Boedapest, 22 oktober 1982) is een voormalig professioneel tennisspeelster uit Hongarije. Czink begon met tennissen op tienjarige leeftijd dankzij haar vader, en zij werd gecoacht door Ian Barstow en Phil Dent. Haar favoriete ondergronden waren hardcourt en gravel. Zij speelt rechtshandig en heeft een tweehandige backhand. Zij was actief in het internationale tennis van 2000 tot en met 2014.

## Loopbaan

### Enkelspel
Czink wist één WTA-toernooi te winnen, op het toernooi van Québec 2009, en was eenmaal verliezend finaliste, in Canberra in 2005. Daarnaast won zij twintig titels op het ITF-circuit.
Haar beste resultaat op de grandslamtoernooien is het bereiken van de derde ronde. Haar hoogste notering op de WTA-ranglijst is de 37e plaats, die zij bereikte in september 2009.

### Dubbelspel
Czink bereikte één keer een WTA-finale, in Brisbane in 2010, samen met de Spaanse Arantxa Parra Santonja, maar won die niet. Wel won zij tien titels op het ITF-circuit.
Haar hoogste notering op de WTA-ranglijst is de 78e plaats, die zij bereikte in mei 2010.

### Tennis in teamverband
In de periode 2003–2006 maakte Czink deel uit van het Hongaarse Fed Cup-team – zij vergaarde daar een winst/verlies-balans van 6–6.

## Posities op deWTA-ranglijst
Positie per einde seizoen:
| jaar | rang enkelspel | rang dubbelspel |
| ---- | -------------- | --------------- |
| 2000 | 660            | –               |
| 2001 | 322            | 503             |
| 2002 | 178            | 448             |
| 2003 | 83             | 201             |
| 2004 | 131            | 169             |
| 2005 | 92             | 250             |
| 2006 | 94             | 132             |
| 2007 | 126            | 181             |
| 2008 | 103            | 109             |
| 2009 | 38             | 112             |
| 2010 | 311            | 109             |
| 2011 | 140            | 474             |
| 2012 | 96             | 1140            |
| 2013 | 245            | 216             |
| 2014 | 352            | 754             |

## Palmares
| Legenda                | Legenda                  |
| ---------------------- | ------------------------ |
| Grandslamtoernooi      |                          |
| Olympische Spelen      |                          |
| Year-End Championships |                          |
| tot 2009               | 2009 – 2020 / vanaf 2021 |
| Tier I                 | Premier Mandatory        |
| Tier II                | Premier Five / WTA 1000  |
| Tier III               | Premier / WTA 500        |
| Tier IV & V            | International / WTA 250  |
|                        | Challenger / WTA 125     |

### WTA-finaleplaatsen enkelspel
| nr.              | finale     | toernooi     | ondergrond | tegenstandster | score         |         |
| ---------------- | ---------- | ------------ | ---------- | -------------- | ------------- | ------- |
| gewonnen finales |            |              |            |                |               |         |
| 1.               | 2009-09-20 | WTA Québec   | tapijt (i) | Lucie Šafářová | 4-6, 6-3, 7-5 | details |
| verloren finales |            |              |            |                |               |         |
| 1.               | 2005-01-15 | WTA Canberra | hardcourt  | Ana Ivanović   | 5-7, 1-6      | details |

### WTA-finaleplaatsen vrouwendubbelspel
| nr.              | finale     | toernooi     | ondergrond | partner                | tegenstandsters                  | score            |         |
| ---------------- | ---------- | ------------ | ---------- | ---------------------- | -------------------------------- | ---------------- | ------- |
| gewonnen finales |            |              |            |                        |                                  |                  |         |
| geen             |            |              |            |                        |                                  |                  |         |
| verloren finales |            |              |            |                        |                                  |                  |         |
| 1.               | 2010-01-09 | WTA Brisbane | hardcourt  | Arantxa Parra Santonja | Andrea Hlaváčková Lucie Hradecká | 6-2, 6-7, [4-10] | details |

### Gewonnen ITF-toernooien enkelspel
| nr. | datum      | toernooi             | dotatie  | tegenstandster         | score         |
| --- | ---------- | -------------------- | -------- | ---------------------- | ------------- |
| 01. | 2001-02-04 | Istanbul             | $ 10.000 | Magdalena Zděnovcová   | 5-7 6-1 6-2   |
| 02. | 2001-09-30 | Raleigh              | $ 10.000 | Allison Baker          | 6-3 6-2       |
| 03. | 2001-10-07 | Aventura             | $ 10.000 | Neyssa Etienne         | 6-4 6-3       |
| 04. | 2002-01-27 | Miami                | $ 10.000 | Lindsay Lee-Waters     | 7-5 6-2       |
| 05. | 2002-02-03 | Saltillo 1           | $ 40.000 | Petra Russegger        | 6-1, 3-6, 6-4 |
| 06. | 2002-02-10 | Monterrey 1          | $ 40.000 | Joeliana Fedak         | 6-3, 3-6, 6-1 |
| 07. | 2002-02-17 | Matamoros 1          | $ 40.000 | Melisa Arévalo         | 6-2, 6-3      |
| 08. | 2002-05-12 | Sea Island           | $ 25.000 | Ashley Harkleroad      | 6-1, 5-7, 6-3 |
| 09. | 2003-05-18 | Bromma               | $ 25.000 | Ivana Abramović        | 6-1, 6-2      |
| 10. | 2003-06-22 | Lenzerheide          | $ 25.000 | Stefanie Haidner       | 6-3, 6-3      |
| 11. | 2003-07-20 | Modena               | $ 50.000 | Sun Tiantian           | 6-3, 6-3      |
| 12. | 2003-11-23 | Puebla               | $ 25.000 | Carla Tiene            | 6-3, 6-2      |
| 13. | 2004-02-01 | Waikoloa             | $ 50.000 | María Emilia Salerni   | 7-6, 6-2      |
| 14. | 2004-11-28 | San Luis Potosi      | $ 25.000 | Mariana Díaz Oliva     | 6-0, 5-7, 6-3 |
| 15. | 2007-01-28 | Waikoloa             | $ 50.000 | Edina Gallovits        | 6-2, 6-3      |
| 16. | 2007-08-05 | Washington           | $ 75.000 | Olha Savtsjoek         | 7-5, 7-5      |
| 17. | 2007-09-30 | Ashland              | $ 50.000 | Varvara Lepchenko      | 6-1, 2-6, 6-4 |
| 18. | 2008-10-12 | Pittsburgh           | $ 50.000 | Varvara Lepchenko      | 6-2, 3-6, 6-1 |
| 19. | 2011-04-24 | Dothan               | $ 50.000 | Stéphanie Foretz-Gacon | 6-2, 6-3      |
| 20. | 2011-05-08 | Indian Harbour Beach | $ 50.000 | Alison Riske           | 4-6, 6-1, 6-4 |

1 Deze drie toernooien staan bij de ITF geregistreerd als "Mexico Circuit"

### Gewonnen ITF-toernooien dubbelspel
| nr. | datum      | toernooi           | dotatie  | partner              | tegenstandsters                        | score            |
| --- | ---------- | ------------------ | -------- | -------------------- | -------------------------------------- | ---------------- |
| 01. | 2001-09-23 | Greenville         | $ 10.000 | Salome Devidze       | Gaëlle Adda Lindsay Lee-Waters         | 6-1, 6-4         |
| 02. | 2001-09-30 | Raleigh            | $ 10.000 | Allison Baker        | Leanne Baker Tracey O'Connor           | 6-4, 1-6, 6-4    |
| 03. | 2003-12-07 | Palm Beach Gardens | $ 50.000 | Erica Krauth         | Alina Zjidkova Tatjana Panova          | 6-1, 6-2         |
| 04. | 2007-07-15 | Boston             | $ 50.000 | Natalie Grandin      | Līga Dekmeijere İpek Şenoğlu           | 6-1, 6-3         |
| 05. | 2007-07-28 | Lexington          | $ 50.000 | Lindsay Lee-Waters   | Casey Dellacqua Natalie Grandin        | 6-2, 7-6         |
| 06. | 2007-09-23 | Albuquerque        | $ 75.000 | Angela Haynes        | Līga Dekmeijere Varvara Lepchenko      | 7-5, 6-4         |
| 07. | 2008-03-08 | Las Vegas          | $ 50.000 | Renata Voráčová      | Chan Chin-wei Tetiana Luzhanska        | 6-3, 6-2         |
| 08. | 2008-05-11 | Zagreb             | $ 75.000 | Sunitha Rao          | Stéphanie Foretz Jelena Kostanić-Tošić | 6-4, 6-2         |
| 09. | 2008-10-12 | Pittsburgh         | $ 50.000 | Lindsay Lee-Waters   | Raquel Kops-Jones Abigail Spears       | 6-2, 7-5         |
| 10. | 2013-02-10 | Midland            | $ 15.000 | Mirjana Lučić-Baroni | Maria Fernanda Alves Samantha Murray   | 5-7, 6-4, [10-7] |

## Resultaten grandslamtoernooien
| Legenda | Legenda                          |
| ------- | -------------------------------- |
| g.t.    | geen toernooi gehouden           |
| l.c.    | lagere categorie                 |
| –       | niet deelgenomen                 |
| G       | uitgeschakeld in de groepsfase   |
| 1R      | uitgeschakeld in de eerste ronde |
| 2R      | uitgeschakeld in de tweede ronde |
| 3R      | uitgeschakeld in de derde ronde  |
| 4R      | uitgeschakeld in de vierde ronde |
| KF      | uitgeschakeld in de kwartfinale  |
| HF      | uitgeschakeld in de halve finale |
| F       | de finale verloren               |
| W       | het toernooi gewonnen            |
| w-v     | winst/verlies-balans             |

### Enkelspel
| toernooi        | 2003 | 2004 | 2005 | 2006 | 2007 |    | 2009 | 2010 | 2011 | 2012 | 2013 |
| --------------- | ---- | ---- | ---- | ---- | ---- | -- | ---- | ---- | ---- | ---- | ---- |
| Australian Open | 1R   | 2R   | –    | 1R   | 1R   | 2R | 1R   | –    | –    | 1R   |      |
| Roland Garros   | –    | 1R   | –    | 2R   | 1R   | 3R | 1R   | –    | 2R   | 1R   |      |
| Wimbledon       | –    | 1R   | 1R   | 2R   | 1R   | 1R | 1R   | 3R   | 2R   | –    |      |
| US Open         | 3R   | 1R   | –    | 1R   | –    | 2R | –    | –    | 1R   | –    |      |

### Vrouwendubbelspel
| Australian Open | 1R | –  | –  | 2R | –  | –  | 2R |
| Roland Garros   | –  | 1R | 1R | 1R | –  | –  | –  |
| Wimbledon       | –  | 1R | 1R | 1R | 1R | –  | –  |
| US Open         | –  | 1R | 1R | –  | –  | 1R | –  |